# Herrenhaus Kehnert

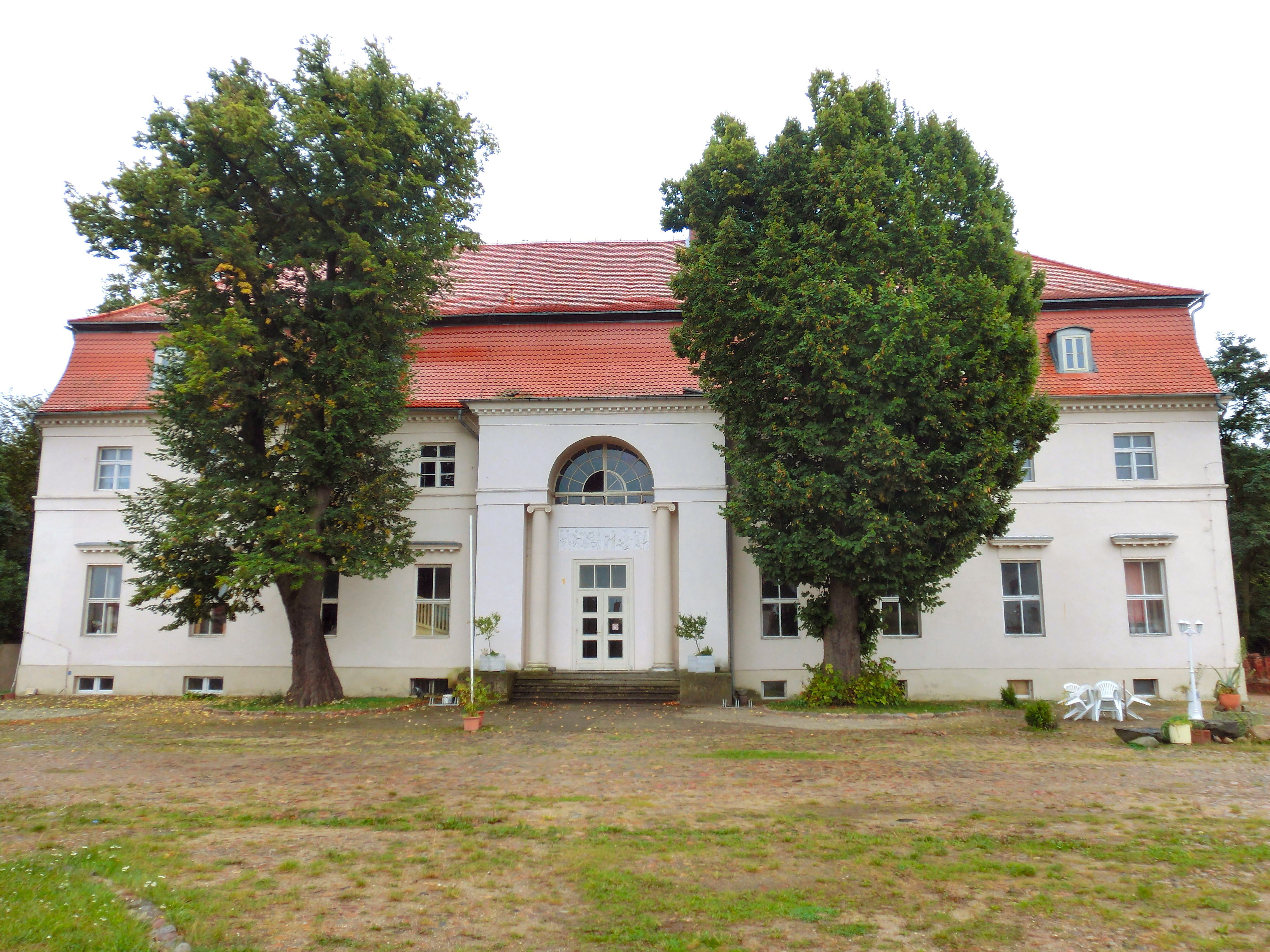
Herrenhaus Kehnert

Das Herrenhaus Kehnert, auch Schulenburgscher Hof, Rittergut Kehnert oder Schloss Kehnert genannt, ist ein denkmalgeschütztes Bauwerk im Ort Kehnert, einem Ortsteil der Stadt Tangerhütte im Landkreis Stendal in Sachsen-Anhalt. Im örtlichen Denkmalverzeichnis ist das Herrenhaus unter der Erfassungsnummer 094 18477 als Baudenkmal verzeichnet.

## Allgemeines
Das Herrenhaus steht an der Schlossstraße im südwestlichen Teil des Ortes. Südlich des Anwesens fließt die Elbe vorbei, die hier in der Elbtalaue zahlreiche kleine Altarme und Seen bildet. Außer dem Herrenhaus gibt es noch Reste einer ebenfalls unter Denkmalschutz stehenden Wallburg in Kehnert, von der noch Wall- und Grabenreste erhalten sind.

## Geschichte

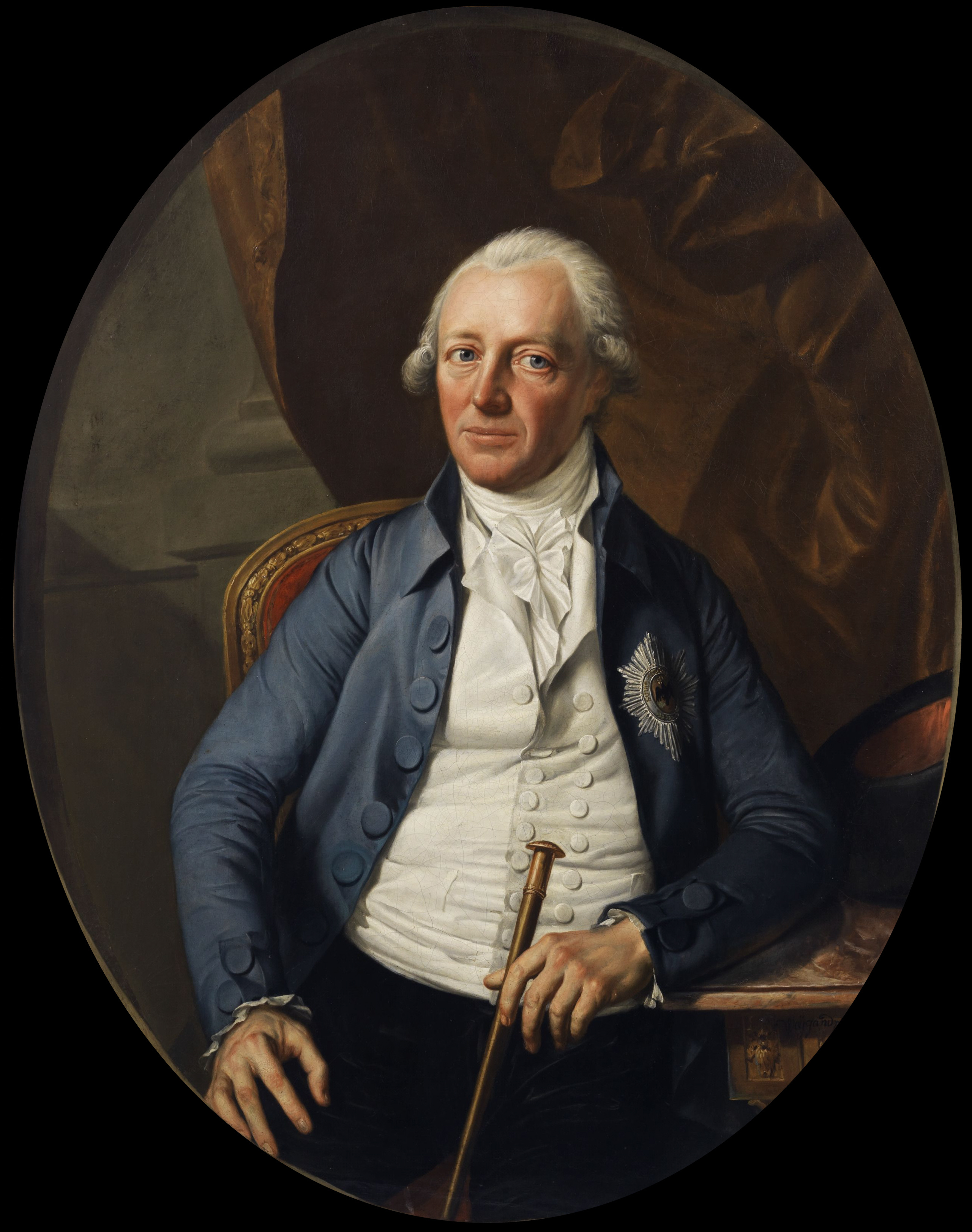
Graf Friedrich Wilhelm von der Schulenburg-Kehnert, preuß. Kriegs-, Wirtschafts- und Außenminister

Das Herrenhaus war Zentrum eines großen Gutsbetriebes, zu dem auch Besitzungen in Farsleben und Uetz gehörten. Ursprünglich hatten die Ländereien zum Schloss Angern gehört und waren später für einen eigenen Familienzweig abgeteilt worden. Das heutige Herrenhaus entstand von 1802 bis 1803 für den preußischen Staatsminister Graf Friedrich Wilhelm von der Schulenburg-Kehnert auf einer Anhöhe vor den Elbwiesen. Architekt war vermutlich Carl Gotthard Langhans, der Architekt des Brandenburger Tors in Berlin.
Nach dem Tod des Ministers 1815 entspann sich ein Erbstreit zwischen seinen beiden überlebenden Töchtern aus erster und dritter Ehe, Luise Gräfin Schwerin und Friederike Fürstin Hatzfeldt. Die Letztere erhielt das Gut, vermutlich gegen Abfindung, lebte jedoch auf Schloss Trachenberg in Niederschlesien. Als ihr Ehemann Fürst Franz Ludwig von Hatzfeldt-Trachenberg 1827 starb, verkaufte sie den Besitz noch im selben Jahr, vermutlich weil ihr ältester Sohn Hermann Anton den Hatzfeldt'schen Fideikommiss erbte und sie mit dem Erlös ihren jüngeren Sohn Maximilian sowie ihre fünf Töchter abfinden wollte.
Der Erwerber, Johann Friedrich Ferdinand Schumann, betrieb auf dem Gelände die Porzellanfabrik F. A. Schumann, die er 1834 nach Berlin-Moabit verlegte. Hermann Walter Schaefer-Kehnert kaufte das Anwesen im Jahr 1913 und baute es zu einem Landwirtschaftsbetrieb aus. Während der Bodenreform in der Sowjetischen Besatzungszone im Jahr 1945 wurde er enteignet. Danach wurde das Haus als Spezialheim (Spezialkinderheim Thomas Müntzer) bzw. als Wohnheim für Arbeiter aus Vietnam und Mosambik genutzt. 2024 befindet sich das Herrenhaus in Privatbesitz und wird als Fremdenpension genutzt, der Hof dient als Reitanlage.

## Beschreibung
Beim Herrenhaus handelt es sich um einen zweigeschossigen, neunachsigen Putzbau mit hohem barockem Mansarddach und barocken Fensterproportionen, jedoch durchgehend frühklassizistischem Fassadendekor. Die äußere Gestalt des Herrenhauses ist noch weitgehend intakt. Auf der Hofseite ist der einachsige, leicht vorspringende Mittelrisalit in guten Proportionen gegliedert mit zwei ionischen Säulen, die das Mittelportal flankieren. Über dem Türsturz ist ein mythologisches Relief, darüber ein Bogenfenster in einer Rundbogennische. Die Traufe wird von einem Zahnfries unterfangen.

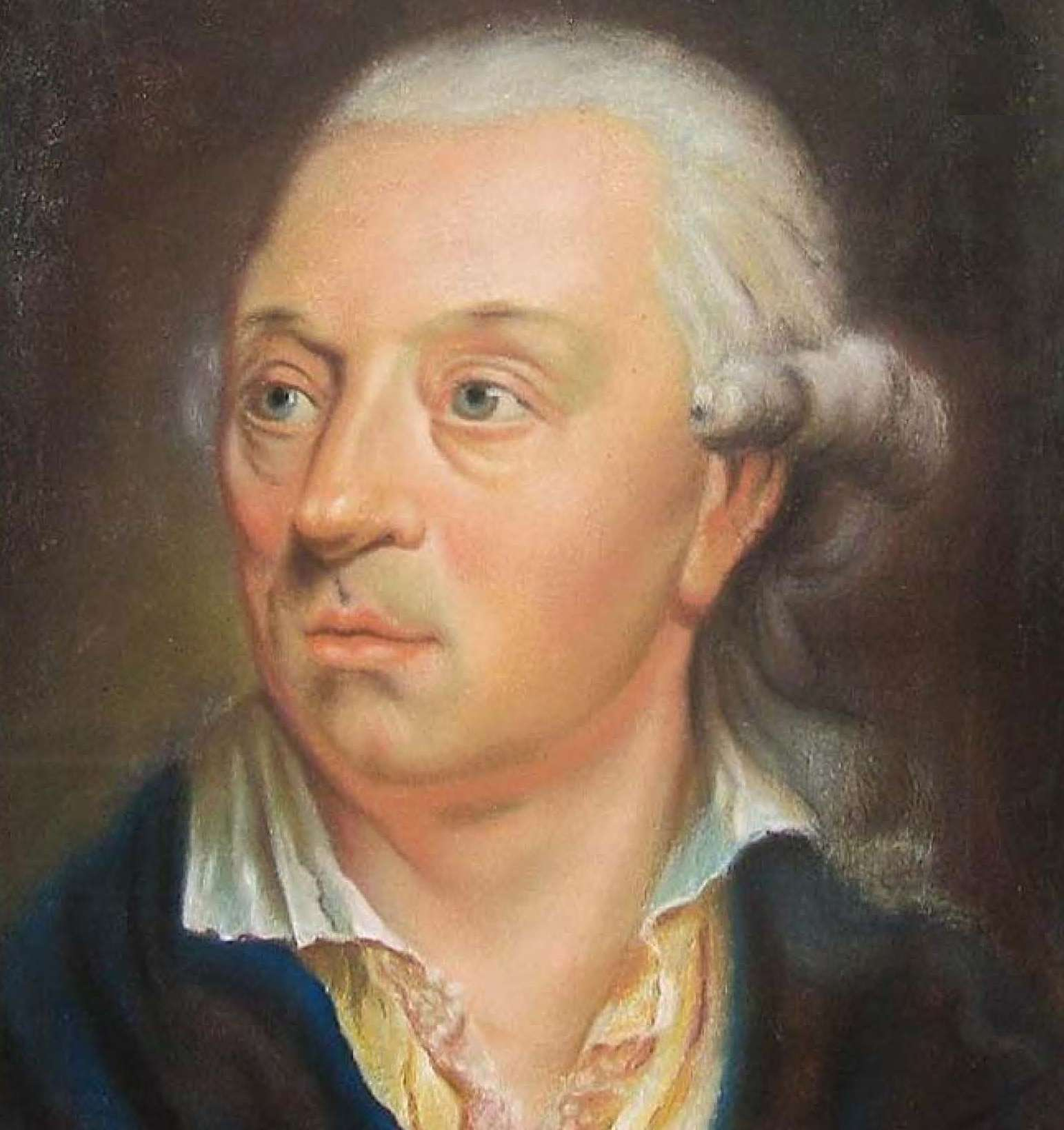
Carl Gotthard Langhans

Der säulengegliederte Mittelrisalit der Elbfront ähnelt dem von Langhans’ Theaterbau am Schloss Charlottenburg, der etwa um 1790 entstand und eine ähnliche, noch barocke Dachform hat. Demgegenüber hat der etwas „modernere“ Klassizismus eines David Gilly niedrigere Fassaden und flachere Dächer. Ähnlichkeiten bestehen auch mit Langhans’ Schloss Romberg (Schlesien) von 1776, dem Portal seiner Ev. Kirche Groß-Wartenberg von 1785 und der Dreifaltigkeitskirche Rawitsch von 1802, deren Mittelrisalite ebenfalls das Palladio-Motiv aufweisen. Der Kunsthistoriker Udo von Alvensleben befand: „Kehnert ist bester preußischer Stil“.
Im Inneren erhalten ist das kreisrunde Vestibül mit Kuppelwölbung und acht ionischen Vollsäulen aus gipsverkleidetem Holz und umlaufender Galerie. Die enge, ovale Treppe liegt seitlich eher versteckt. In den Wohnräumen hat sich von der originalen Ausstattung nichts erhalten. Vermutlich gab es hier einst Pariser Tapeten mit gemalten und gedruckten Landschaftsszenen in der Art von Zuber et Cie, jedoch aus Berliner Manufakturen, ähnlich denen im fast zeitgleich entstandenen Schloss Paretz. Der Gesamtzustand des Hauses ist sanierungsbedürftig.
Die einst beherrschende Lage über der Elbe, die Blickachse mit weitem Blick über die Elbauen, die Sicht vom Fluss auf das hochgelegene Herrenhaus, wie es historische Abbildungen überliefern, sind zugewuchert und von dichtem Baumbestand verdeckt. Als einzige spätere Zutat befindet sich auf der Elbhangseite eine Terrasse mit im Halbkreis geschwungener Freitreppe aus dem Jahr 1913.
Zum Anwesen gehören Wirtschaftsgebäude aus dem 19. und 20. Jahrhundert. Ein Fabrikationsgebäude der Schumann'schen Porzellanfabrik, das sich dem Herrenhaus in der Längsachse anschließt, reichte wenig glücklich bis auf wenige Meter an die Schmalseite des Herrenhauses heran, sodass dort ein Fenster zugemauert werden musste. Inzwischen ist dieses Gebäude aber zu etwa einem Drittel wieder abgetragen und die Reste der Umfassungsmauer umrahmen eine Terrasse. Das Anwesen ist von einer Backsteinmauer mit zwei Toreinfahrten umgeben. An der Haupteinfahrt schwingt sich die Mauer über Fußgängerpforten zu zwei flankierenden Säulen auf. Die rechte ist mit einer Sandsteinplatte mit dem Wappen der dritten Ehefrau des Erbauers, Helene Sophie Wilhelmine von Arnstedt mit der Jahreszahl 1782 geschmückt, während das Schulenburg'sche Wappen des Bauherrn auf der linken Säule entfernt wurde.

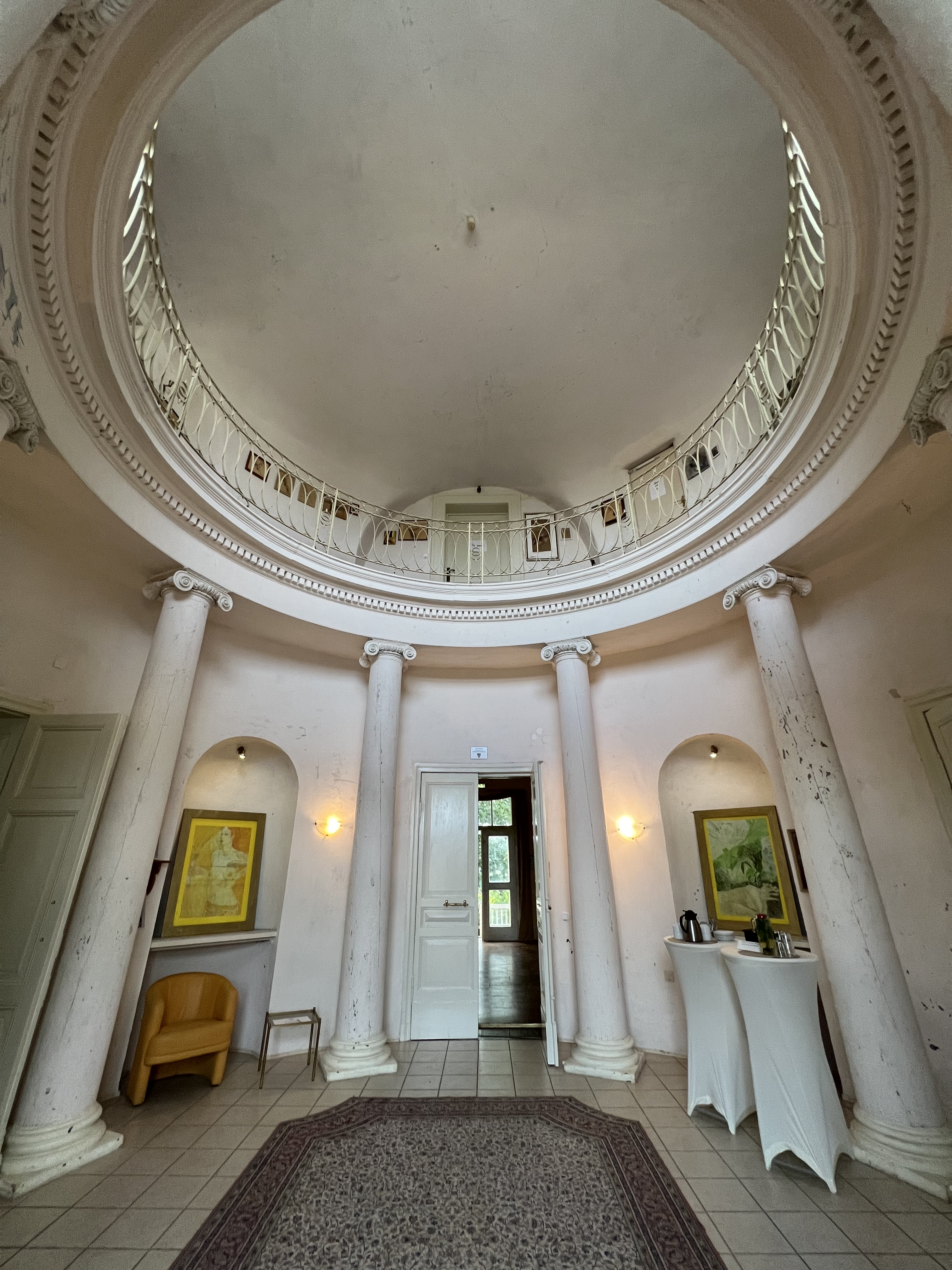
Vestibül
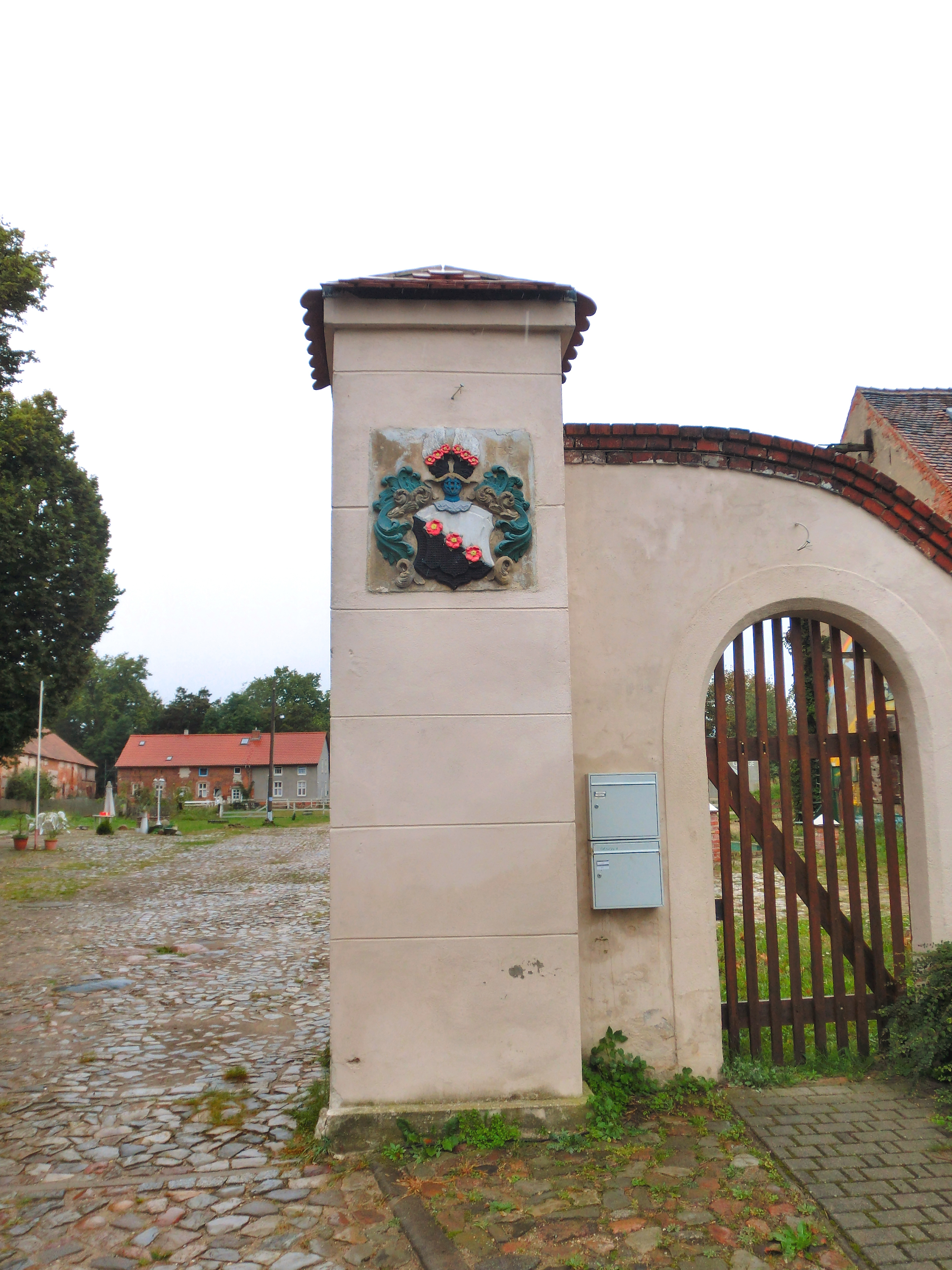
Toreinfahrt mit Wappen der Helene von Arnstedt